# بني قوس (ذمار)
بني قوس هي إحدى قرى الجمهورية اليمنية. تتبع جغرافيا لمحافظة ذمار وإداريـًا لمديرية الحداء. يبلغ تعداد سكانها 1404 نسمة حسب الإحصاء الذي أجري عام 2004.